# 秋沢穂
秋澤 穂（あきさわ いなほ、1884年（明治17年）4月3日 - 1954年（昭和29年）12月24日）は、日本の陸軍軍人。最終階級は陸軍主計少将。

## 経歴
1884年（明治17年）4月3日、高知県高岡郡斗賀野村（現在の佐川町）に生まれる。1902年（明治35年）、県立第一中学校卒を経て、1907年（明治40年）4月、陸軍経理学校（1期）を卒業した。
第16師団（京都）司令部経理部長、関東軍経理部長、第10師団（姫路）経理部長、第3師団経理部長などを歴任。陸軍一等主計正に進む。1938年（昭和13年）7月、陸軍主計少将に昇進。
1947年（昭和22年）11月28日、公職追放仮指定を受けた。1954年（昭和29年）12月24日没。

## 栄典
- 従五位勲四等

## 参考資料
- 『高知県人名事典』高知市民図書館、1970年。
- 福川秀樹『日本陸軍将官辞典』芙蓉書房出版、2001年。